# لورد هاو هاو
لورد هاو هاو (بالإنجليزية: Lord Haw Haw) لقب أطلق على العديد من المذيعين العاملين بالبرنامج الإذاعي (ألمانيا تنادي) الموجه باللغة الإنجليزية إلي الجمهور البريطاني وأنتجته ألمانيا النازية وتم بثه على محطة الموجة المتوسطة (بالألمانية: Reichssender Hamburg) وعلى الموجة القصيرة ليصل للولايات المتحدة بدأ البرنامج في 18 سبتمبر 1939 واستمر حتى 30 إبريل 1945 حيث اجتاح الجيش البريطاني هامبورغ مما أدي إلي توقف الإذاعة عن البث، ارتبط هذا اللقب عادة بويليام جويسي الذي كان من أبرز المذيعين المتحدثين بالإنجليزية بالبرنامج الإذاعي إلا أنه تم تعميمه على معظم المذيعين بالبرنامج.

## وصلات خارجية
- Lord Haw-Haw at the BBC Archive, including documents and broadcasts.
- Imperial War Museum (2013). "Recordings by William Joyce". IWM Collections Search. مؤرشف من الأصل في 2018-05-29. اطلع عليه بتاريخ 2013-04-14.
- Secret files released on Lord Haw Haw's wife نسخة محفوظة 29 يونيو 2011 على موقع واي باك مشين., from a November 2000 سي إن إن article
- Obituary: Geoffrey Perry, October 2014, from ذي إندبندنت
- My father and Lord Haw Haw, a February 2005 story from الغارديان
- Archive of Lord Haw-Haw broadcasts at Earth Station 1